# B.E.T.H (album)
B.E.T.H – debiutancka płyta zespołu hardrockowego o tej samej nazwie z Warszawy wydany w 2006 roku. Pierwszym singlem promującym jest utwór "Nie Przemocy". Album zajął trzecie miejsce w kategorii "Płyta roku 2006" według Antyradia.

## Lista utworów
1. "Azyl" (3:34)
2. "Nie Przemocy" (3:42)
3. "Nigdy Więcej" (3:08)
4. "Otwórz Oczy" (2:50)
5. "Sam" (3:10)
6. "Odległy Ląd" (3:59)
7. "Oddalam Się od Siebie" (4:08)
8. "Tak to Widzę" (4:00)
9. "Zeznanie" (3:46) (oraz ukryty utwór Maktub)

## Skład
- Marcin "Svist" Swistak – wokal
- Piotr "Marqs" Mossakowski – gitara basowa
- Hubert "Jim" Zieliński – gitara
- Sebastian "Czukcz" Miecznik – gitara
- Robert "Sanczez" Szymański – perkusja
- Michał "Misiek" Żeńca – perkusja w utworach "Nie Przemocy", "Otwórz Oczy", "Tak To Widzę", "Maktub" oraz "Zeznanie"
- Jarek "Jerry" Chojnacki – wokal gościnnie w "Maktub" i "Zeznanie"

## Wideografia
- "Nie Przemocy"